# Ray Bourque
Ray Bourque, właśc. Raymond Jean Bourque (ur. 28 grudnia 1960 w Montrealu, Quebec) – kanadyjski hokeista, reprezentant Kanady, olimpijczyk.

## Rodzina
Jego brat Richard Bourque (ur. 1963) był, a synowie Chris (ur. 1986) i Ryan (ur. 1991) nadal są hokeistami. Ray i Richard mają obywatelstwo kanadyjskie, a Chris i Ryan reprezentowali dotąd juniorskie reprezentacje USA. Jego żoną jest Christiane, z którą mają jeszcze córkę Melissę.

## Kariera
- Trois-Rivières Draveurs (1976-1977)
- Sorel Éperviers (1976-1977)
- Verdun Éperviers (1977-1979)
- Boston Bruins (1979-2000)
- Colorado Avalanche (2000-2001)

W młodości grał w kanadyjskiej lidze juniorskiej QMJHL w ramach CHL. W drafcie NHL z 1979 został wybrany przez Boston Bruins. Od 1979 był wieloletnim zawodnikiem tej drużyny w lidze NHL. Do 2000 rozegrał w Bostonie 21 sezonów. W barwach Niedźwiadków był kapitanem drużyny w latach 1985–1988 (wraz z nim Rick Middleton) i od 1988 do 200 samodzielnie. W trakcie ostatniego sezonu w Bostonie w 2000 przeszedł do Colorado Avalanche, gdzie rozegrał jeszcze jeden sezon 2000/2001 w swojej karierze, zaś w jego trakcie zdobył swój jedyny w karierze Puchar Stanleya. Łącznie w NHL rozegrał 22 sezony, w których wystąpił w 1826 meczach, uzyskując 1759 punktów za 451 goli i 1308 asyst.
W barwach Kanady uczestniczył w turniejach Canada Cup 1981, 1984, 1987, meczach Rendez-vous ’87 oraz w turnieju zimowych igrzyskach olimpijskich 1998.

## Sukcesy

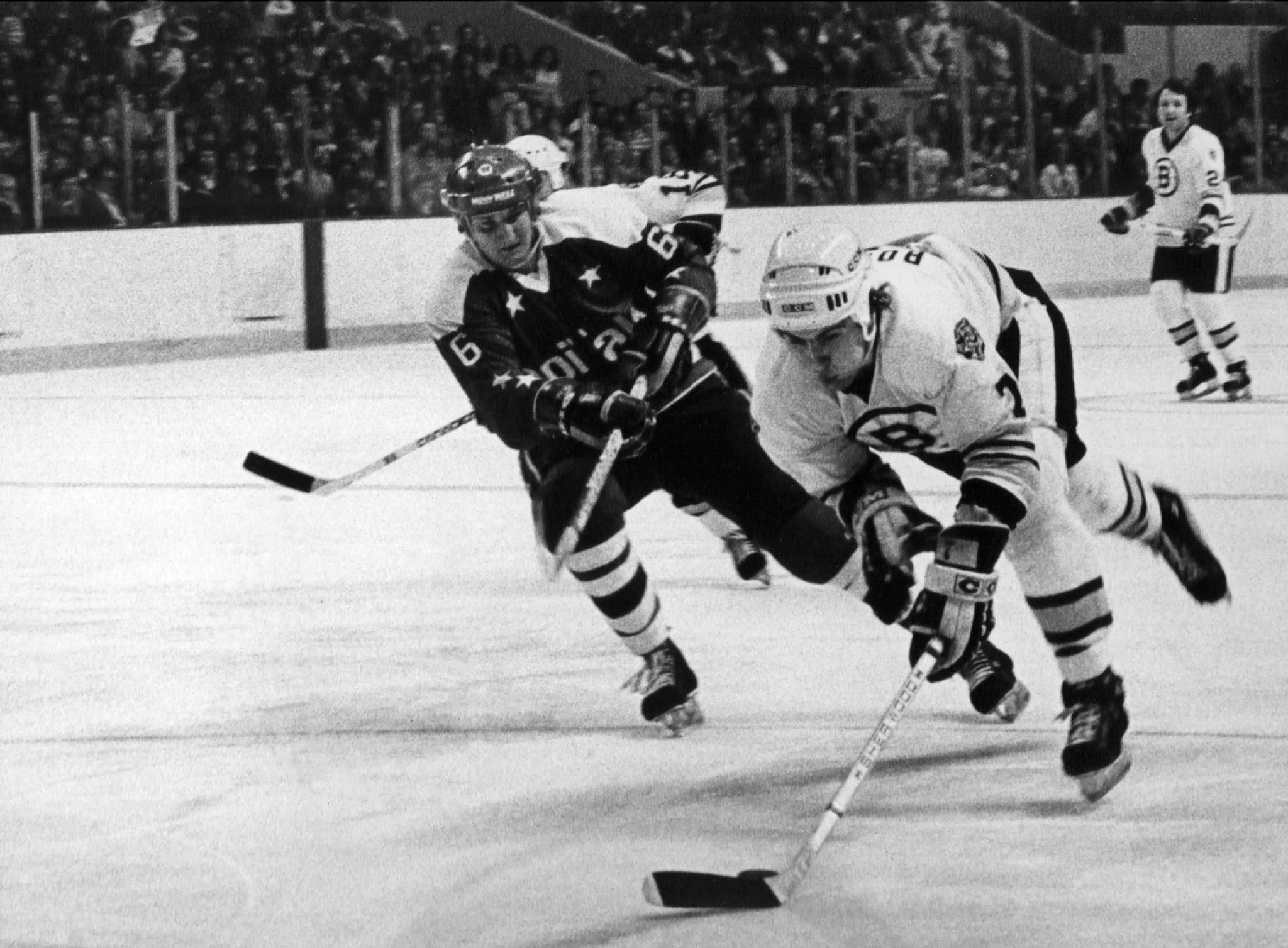
Ray Bourque w barwach Boston Bruins (1979)

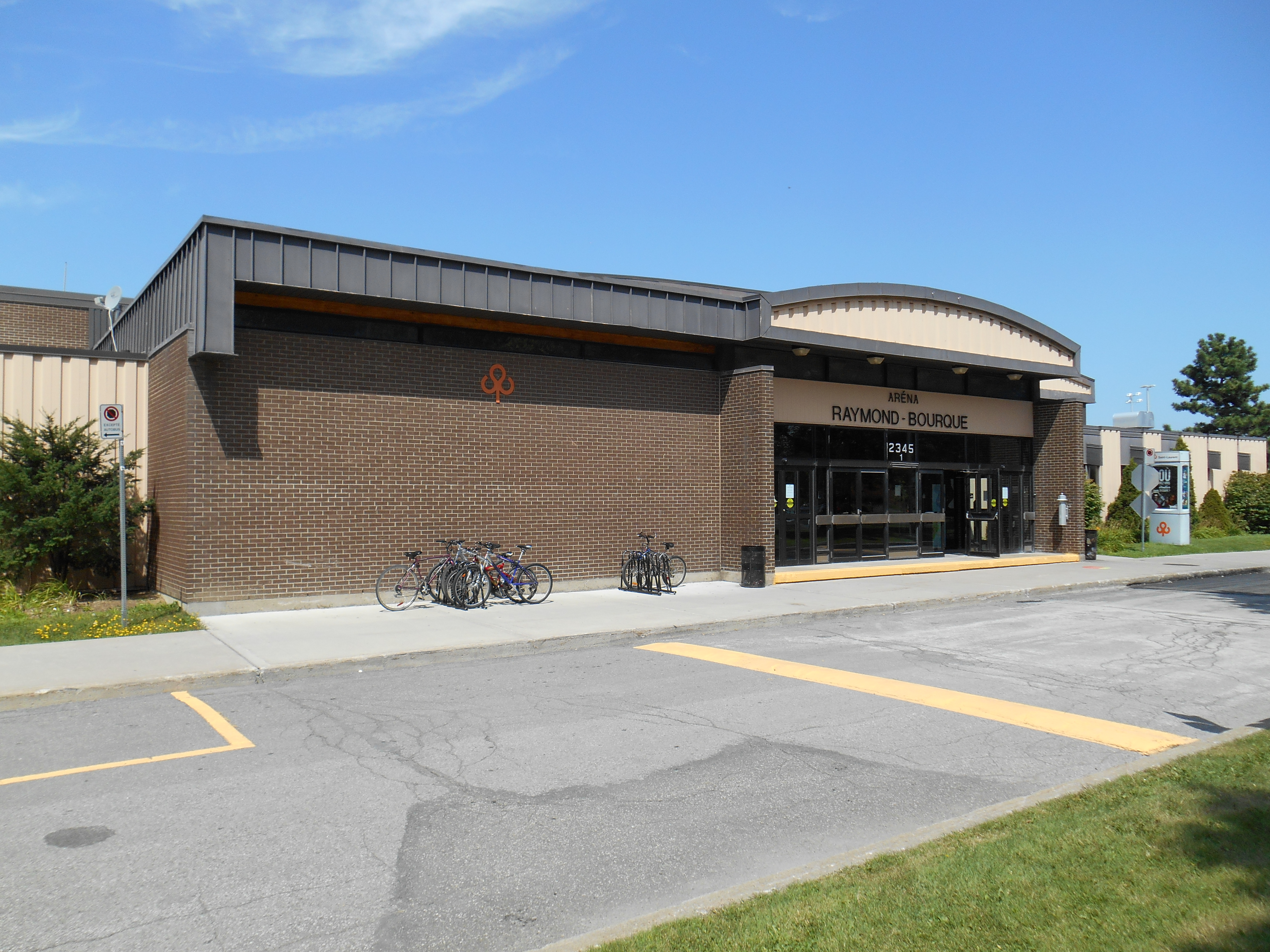
Arena Raymond-Bourque

Reprezentacyjne
- Srebrny medal Canada Cup: 1981
- Złoty medal Canada Cup: 1984, 1987

Klubowe
Reprezentacyjne
- Mistrzostwo dywizji QMJHL: 1979 z Verdun Éperviers
- Mistrzostwo dywizji NHL: 1983, 1984, 1990, 1991, 1993 z Boston Bruins, 2000, 2001 z Colorado Avalanche
- Mistrzostwo konferencji NHL: 1988, 1990 z Boston Bruins, 2001 z Colorado Avalanche
- Prince of Wales Trophy: 1988, 1990 z Boston Bruins
- Presidents’ Trophy: 1990 z Boston Bruins, 2001 z Colorado Avalanche
- Clarence S. Campbell Bowl: 2001 z Colorado Avalanche
- Puchar Stanleya: 2001 z Colorado Avalanche

Indywidualne
- Mistrzostwa świata do lat 20 w 2006:
  - Pierwsze miejsce w klasyfikacji strzelców turnieju: 7 goli
- Sezon QMJHL 1978/1979:
  - Emile Bouchard Trophy - najlepszy obrońca
  - Frank J. Selke Trophy - najbardziej sportowo grający zawodnik
- Sezon NHL 1979/1980:
  - Pierwszy skład gwiazd
  - Calder Memorial Trophy - najlepszy pierwszoroczniak turnieju
- Sezon NHL 1981/1982:
  - Pierwszy skład gwiazd
- Sezon NHL 1983/1984:
  - Pierwszy skład gwiazd
- Sezon NHL 1984/1985:
  - Pierwszy skład gwiazd
- Sezon NHL 1985/1986:
  - Drugi skład gwiazd
- Canada Cup 1987:
  - Skład gwiazd turnieju
- Sezon NHL 1986/1987:
  - Pierwszy skład gwiazd
  - James Norris Memorial Trophy - najlepszy obrońca
- Sezon NHL 1987/1988:
  - James Norris Memorial Trophy - najlepszy obrońca
- Sezon NHL 1988/1989:
  - Drugi skład gwiazd
- Sezon NHL 1989/1990:
  - Pierwszy skład gwiazd
  - James Norris Memorial Trophy - najlepszy obrońca
- Sezon NHL (1990/1991):
  - Pierwszy skład gwiazd
  - James Norris Memorial Trophy - najlepszy obrońca
- Sezon NHL (1991/1992):
  - Pierwszy skład gwiazd
  - King Clancy Memorial Trophy - najlepszy przywódca i filantrop
- Sezon NHL (1992/1993):
  - Pierwszy skład gwiazd
- Sezon NHL (1993/1994):
  - Pierwszy skład gwiazd
  - James Norris Memorial Trophy - najlepszy obrońca
- Sezon NHL (1994/1995):
  - Drugi skład gwiazd
- Sezon NHL (1995/1996):
  - Pierwszy skład gwiazd
  - Najbardziej Wartościowy Zawodnik (MVP) w NHL All-Star Game
- Sezon NHL (1998/1999):
  - Drugi skład gwiazd
- Sezon NHL (1999/2000):
  - Pierwsze miejsce w klasyfikacji kanadyjskiej wśród obrońców w fazie play-off: 9 punktów
- Sezon NHL (2000/2001):
  - Pierwszy skład gwiazd
- Sezon NHL (2002/2003):
  - Lester Patrick Trophy - popularyzator hokeja

Rekord
- Pierwsze miejsce w klasyfikacji kanadyjskiej w historii klubu Boston Bruins: 1506 punktów (295 goli i 1111 asyst w 1518 meczach)

Wyróżnienia i upamiętnienia
- Klub Boston Bruins zastrzegł jego numer 77 dla zawodników drużyny: 2001
- Klub Colorado Avalanche zastrzegł jego numer 77 dla zawodników drużyny: 2001
- Galeria Sławy klubu Colorado Avalanche
- Hockey Hall of Fame: 2004
- W rodzinnym Montrealu jego imieniem i nazwiskiem nazwano lodowisko: Arena Raymond-Bourque.
- Galeria Sławy Sportu Kanady: 2011